# شهرستان هوانگیوان
شهرستان هوانگیوان (به لاتین: Huangyuan County) یک منطقهٔ مسکونی در چین است که در شینینگ واقع شده‌است.